# Kandyla (Aetolia-Acarnania)
Kandyla  este un oraș în Grecia în prefectura Aetolia-Acarnania.